# Karl-Richard Frey
Karl-Richard Frey (* 11. Juli 1991 in Troisdorf) ist ein deutscher Judoka, er gewann im Team-Wettbewerb die Bronzemedaille bei den Olympischen Spielen 2020.

## Karriere
Karl-Richard Frey wuchs in Sankt Augustin auf und hat mit knapp 6 Jahren im Beueler Judo Club mit dem Judo begonnen. Mittlerweile trainiert er beim TSV Bayer 04 Leverkusen. Sein jüngerer Bruder Johannes Frey ist ebenfalls ein erfolgreicher Judoka, beide gewannen in Tokio 2020 gemeinsam die Bronzemedaille im Team-Wettbewerb.
Bei den Judo-Weltmeisterschaften 2015 in Astana wurde er Vize-Weltmeister in der 100-kg-Klasse. Bei der Weltmeisterschaft in Tscheljabinsk, Russland, ein Jahr zuvor, hatte er als einziger deutscher Starter bereits eine Bronzemedaille geholt. 2016 nahm er an den Olympischen Spielen in Rio de Janeiro teil und erreichte den fünften Platz.
Frey wurde für die Olympischen Sommerspiele 2020 nominiert. Beim Olympischen Judoturnier in Tokio verlor er im Viertelfinale gegen den Südkoreaner Cho Gu-ham und belegte den siebten Platz. Im Mixed-Mannschaftswettbewerb gewann er mit der deutschen Mannschaft die Bronzemedaille. Karl-Richard Frey wurde im Kampf um Bronze eingesetzt.

## Auszeichnungen
- 2015: NRW-Sportler des Jahres